# Danhai lightrail

Lijnkaart

De Danhai lightrail (traditioneel Chinees: 淡海輕軌) is een tramnet met op trajecten metrokenmerken in Tamsui, Taiwan. De officiële opening vond plaats op 23 december 2018, de passagiersdienst startte de volgende dag. Sinds de opening van de tweede lijn in 2020 heeft het net 14 stations.

## Kenmerken
De lijn sluit aan op de rode lijn van de metro van Taipei. Het eerste deel verloopt over luchtspoor, inclusief zeven stations. Daarna gaat de lijn gelijkvloers verder en kent twee takken. De trams rijden op normaalspoor en zijn 34,5 meter lang.

## Galerij

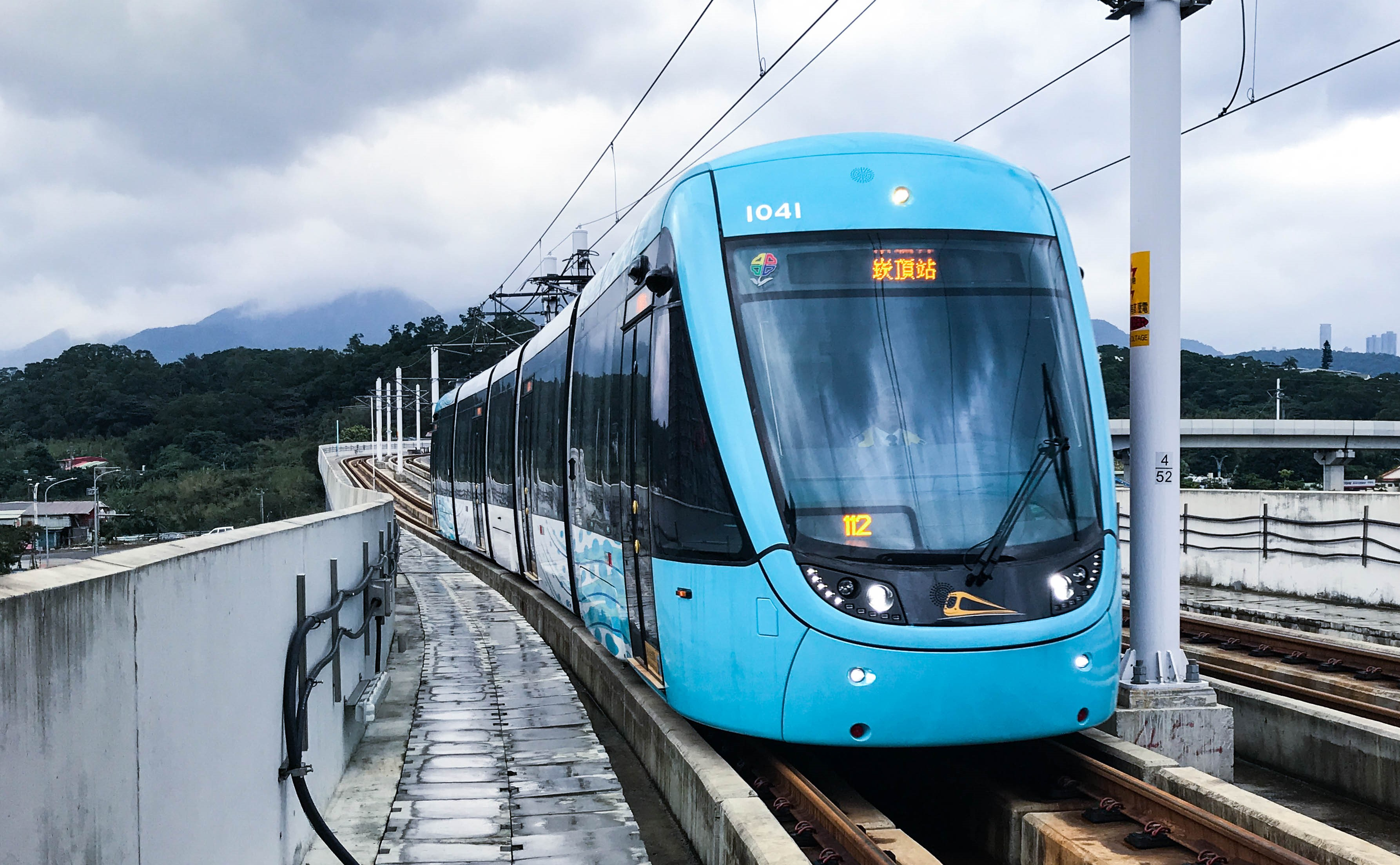
Tram op een deel van de verhoogde baan
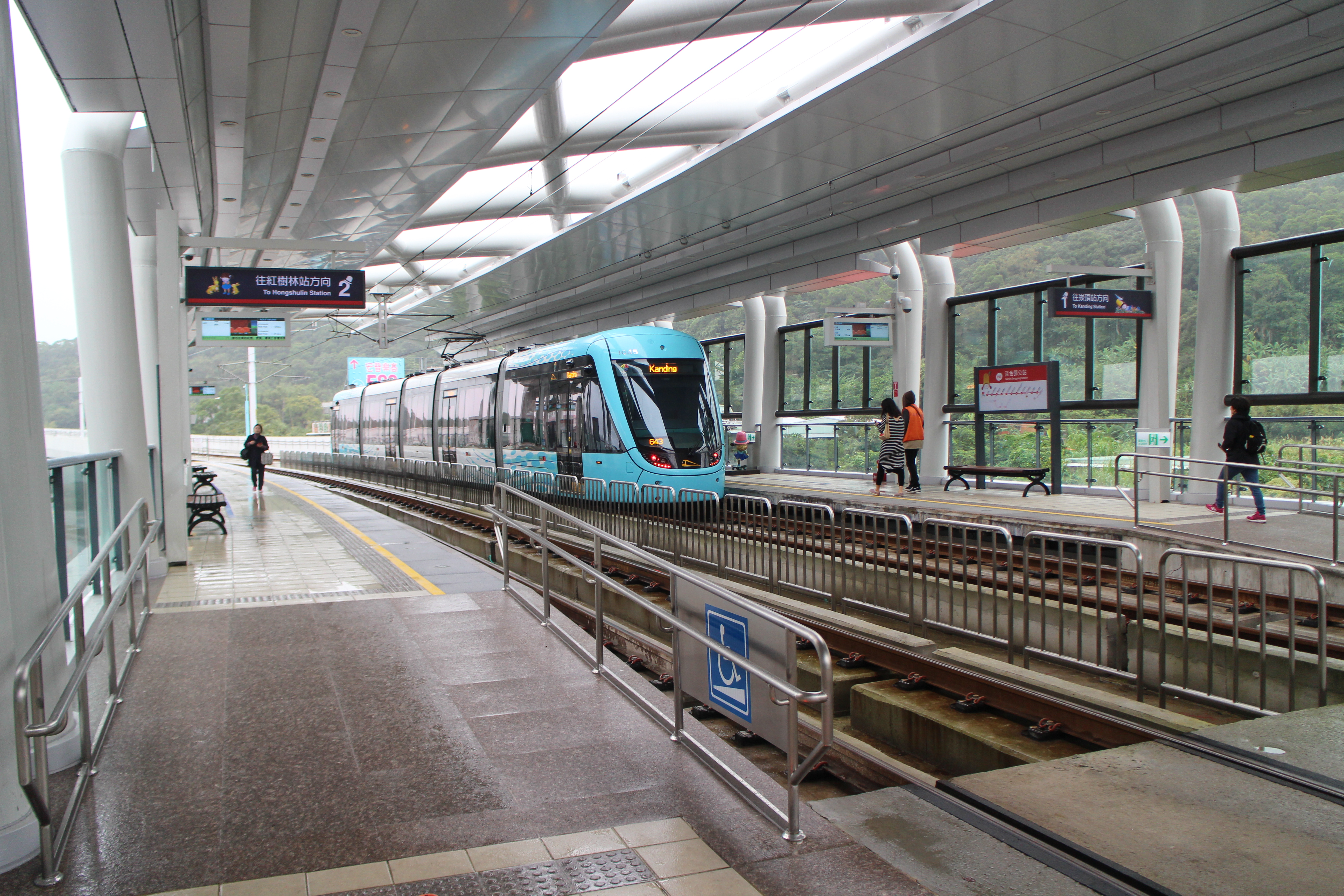
Tram wachtend in een station
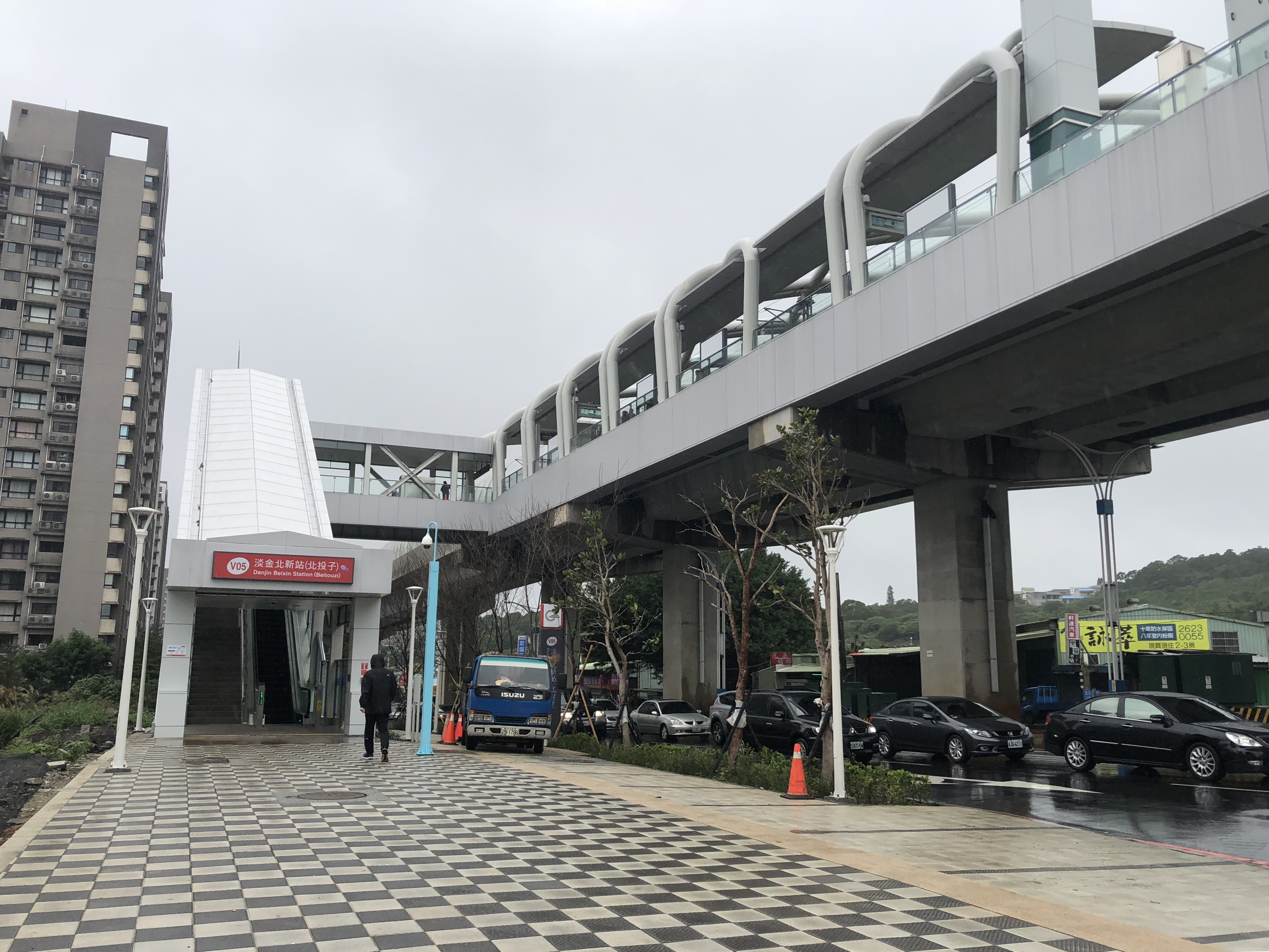
Een station gezien vanaf straatniveau
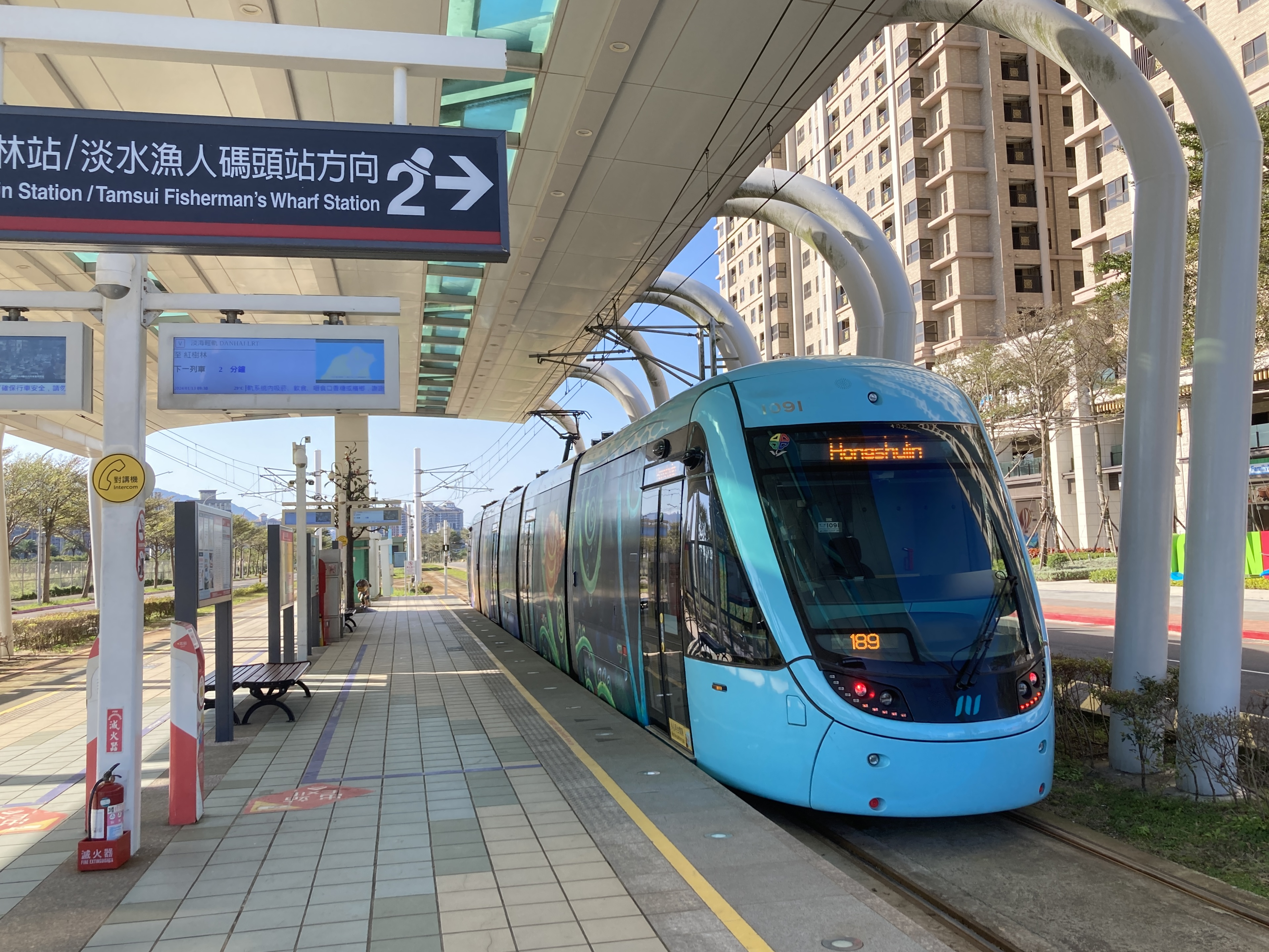
Een station op straatniveau